# La Rochette (Charente)
La Rochette é uma comuna francesa na região administrativa da Nova Aquitânia, no departamento de Charente. Estende-se por uma área de 10,99 km². Em 2010 a comuna tinha 544 habitantes (densidade: 49,5 hab./km²).